# Єва Наркуте
Єва Наркуте, у шлюбі Наркуте-Шедуйкене (лит. Ieva Narkutė-Šeduikienė; нар. 22 червня 1987, Каунас, Литва) — литовська композиторка, співачка, виконавиця авторських пісень.

## Біографія
Єва Наркуте народилася в Каунасі, в сім'ї професійних музикантів. Юні роки провела в Шяуляї, де навчалася у школі. Пізніше навчалася за спеціальністю психологія.
З раннього дитинства займалася музикою, а перші пісні написала у 14 років. Підліткою з друзями утворила музичний гурт. Свою музичну кар'єру Наркуте скромно описує послідовністю: «домашнє піаніно — шкільна сцена — сцени інших шкіл — філармонія — бари — столиця (Вільнюс)».
У 2007 отримала премію Саулюса Миколайтіса у номінації «Відкриття сезону» (премія, яка присуджується за яскраві дебюти у жанрі музичної поезії).
Здобула широку популярність завдяки пісні «Червоні вечори», яка стала саундтреком до історичного фільму «Тадас Блінда. Початок», що вийшов на екрани у 2011. Зі слів Наркуте, пісню вона написала ще у 18 років, будучи у 12 класі для участі у конкурсі, присвяченому партизанській боротьбі литовців, та організованому Центром дослідження геноциду та резистенції мешканців Литви (згодом здобула у ньому перемогу). Популярність композиції стала для неї несподіванкою.
У 2015 одружилася з військовим Міндаугасом Шедуйкісом, взявши подвійне прізвище Наркуте-Шедуйкене.

## Політична позиція
2020 року взяла участь у фестивалі «Шлях до свободи» (літ. Laisvės kelias), організованому на підтримку демократичного опозиційного руху Білорусі проти результатів виборів президента 2020 року. У рамках заходу виконала власну пісню «Свобода» (літ. Laisvė), ліричний герой тексту якої звертається до білорусів із закликом домагатися свободи, надихаючись досвідом литовського демократичного руху кінця 80-х — початку 90-х років.
Коментарем щодо виконання цієї композиції Наркуте звертається до білоруського народу: «Я знаю цю мрію і надію в очах молодих білорусів. Я знаю ці прагнення, я це знаю. Не може бути байдужості! Я з покоління, яке пожинає солодкі плоди волі. Ми завоювали свою свободу народними піснями та кров'ю. Настав час і білорусам. Наші країни розділені лише кордоном, але білоруси довго були далеко від нас. Надто довго. Нехай подолають кордон їхня гаряча кров та наші пісні, їхня мрія та наше бажання допомогти їм. Крокуйте вперед, білоруські брати та сестри!».

## Дискографія
- Vienas (2013);
- Švelnesnis žvėris (2014);
- Ieva Narkutė sutinka Lietuvos valstybinį simfoninį orkestrą (2016);
- Kai muzika baigias (2018).

## Визнання
- 2007 — премія Саулюса Миколайтіса в номінації «Відкриття сезону»;[6]
- 2012 — номінація на премію Музичної асоціації Литви за 2011 (лит. MAMA) у категорії дебют року;
- 2012 — виграла музичну премію за 2011 в галузі альтернативної музики (літ. T.Ė. T. Е.) у категорії вокаліст року;
- 2014 — номінація на премію Музичної асоціації Литви за 2013 (літ. MAMA) у категорії виконавець року;
- 2014 — номінація на премію Музичної асоціації Литви за 2013 (літ. MAMA) у категорії альбом року;
- 2015 — номінація на премію Музичної асоціації Литви за 2014 (лит. MAMA) у категорії виконавець року;
- 2015 — номінація на премію Музичної асоціації Литви за 2014 (лит. MAMA) у категорії поп-виконавець року;
- 2015 — номінація на премію Музичної асоціації Литви за 2014 (лит. MAMA) у категорії альбом року;
- 2017 — номінація на премію Музичної асоціації Литви за 2016 (літ. MAMA) у категорії виконавець року.